# Labyrintgröppa
Labyrintgröppa (Phlebia rufa) är en svampart som först beskrevs av Christiaan Hendrik Persoon, och fick sitt nu gällande namn av Mads Peter Christiansen 1960. Labyrintgröppa ingår i släktet Phlebia och familjen Meruliaceae.  Arten är reproducerande i Sverige. Inga underarter finns listade i Catalogue of Life.